# Georg Högström

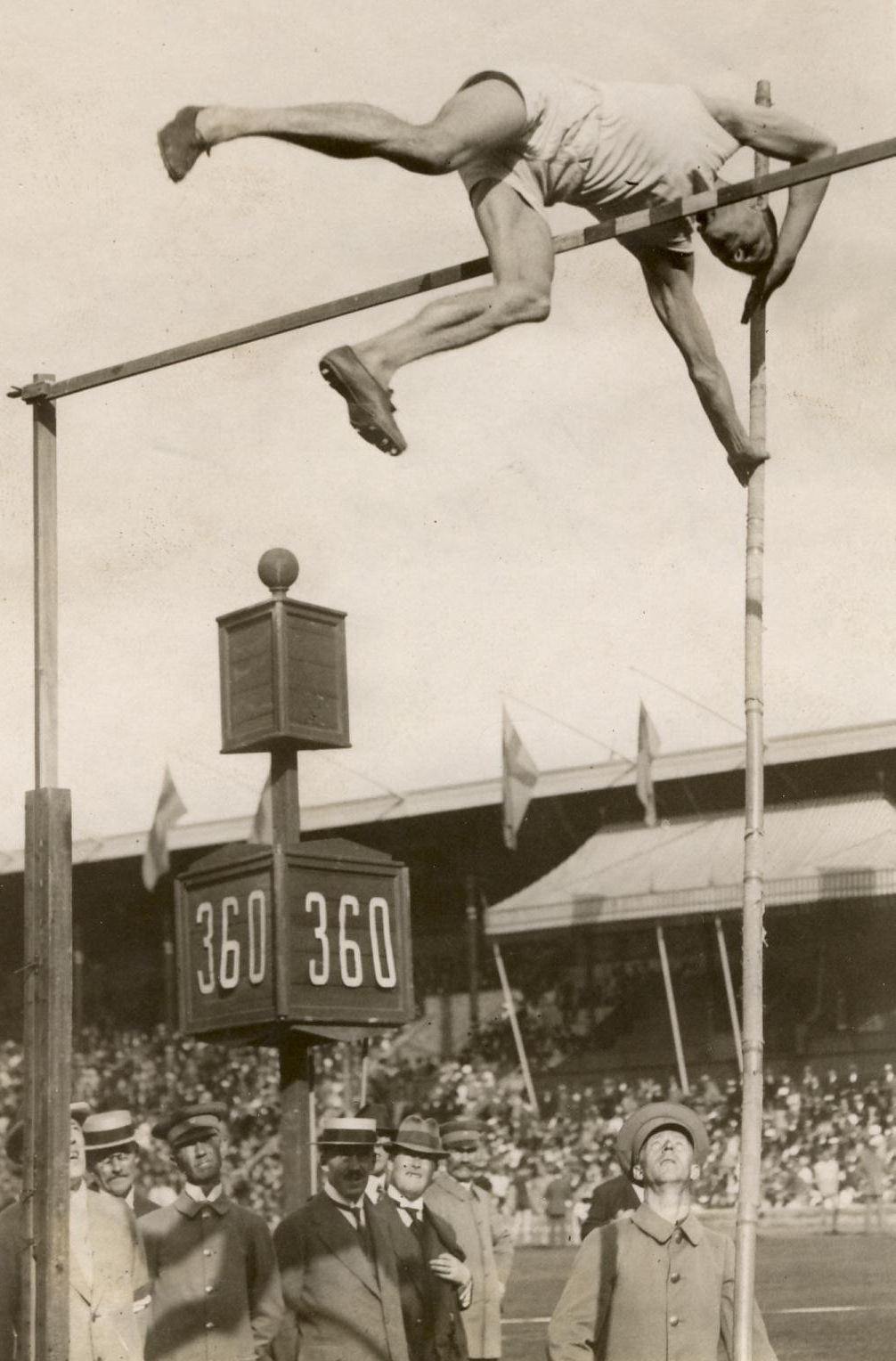
Georg Högström

Georg Högström (Karl Georg Högström; * 4. November 1895 in Waukegan, Vereinigte Staaten; † 9. April 1976 in Karlstad) war ein schwedischer Stabhochspringer und Hochspringer.
Bei den Olympischen Spielen 1920 in Antwerpen wurde er Achter im Stabhochsprung.
1918 und 1919 wurde er Schwedischer Meister im Stabhochsprung und 1918 im Hochsprung. 1919 wurde er außerdem Englischer Meister im Stabhochsprung.

## Persönliche Bestleistungen
- Hochsprung: 1,902 m, 4. August 1918, Karlstad
- Stabhochsprung: 3,80 m, 15. September 1918, Stockholm